# Liste des joueurs de l'AC Arles-Avignon
 (décembre 2023).
 (décembre 2023).
- Si vous ne connaissez pas le sujet, laissez ce bandeau (vous pouvez alors contacter les auteurs).
- Si vous supprimez le contenu mis en cause (vous pouvez préalablement contacter les auteurs),

argumentez précisément cette suppression dans la page de discussion
(un manque de référence n'est pas un argument ; une recherche réelle de référence doit avoir été effectuée, être formellement documentée).
Cet article recense tous les joueurs ayant porté le maillot de l'Athlétic Club Arles-Avignon en match officiel entre l'accession du club au professionnalisme en 2009 et sa liquidation judiciaire à l'été 2015.
- Les joueurs acceptés dans cette liste ont joué en L1, L2, National, Coupe de France, Coupe de la Ligue. Les joueurs ayant uniquement évolués avec l'équipe réserve ne doivent pas apparaître dans cette liste.
- Le nombre de matches est le total de tous les matches officiels (Championnat, Coupe de France, Coupe de la Ligue) disputés par le joueur sous les couleurs de l'AC Arles-Avignon, soit comme titulaire, soit comme remplaçant. Il ne tient pas compte des matches amicaux.
- Le nombre de buts est le total des buts inscrits par le joueur sous le maillot de l'AC Arles-Avignon en compétition officielle (Championnat, Coupe de France, Coupe de la Ligue).

- Haut – A
- B
- C
- D
- E
- F
- G
- H
- I
- J
- K
- L
- M
- N
- O
- P
- Q
- R
- S
- T
- U
- V
- W
- X
- Y
- Z

## A
| Nom                | Poste     | Nationalité sportive | Période   | Matchs Officiels | But(s) |
| ------------------ | --------- | -------------------- | --------- | ---------------- | ------ |
| Yunis Abdelhamid   | Défenseur | France               | 2011-2014 | 93               | 5      |
| Loïc Abenzoar      | Défenseur | France               | 2010-2011 | 13               | 0      |
| Vincent Acapandié  | Défenseur | France               | 2011-2012 | 17               | 0      |
| William Aho Abou   | Milieu    | Côte d'Ivoire        | 2012-2013 | 12               | 0      |
| Jamel Aït Ben Idir | Milieu    | Maroc                | 2010-2012 | 63               | 0      |
| Kanga Akalé        | Milieu    | Côte d'Ivoire        | 2012-2013 | 7                | 0      |
| Danijel Aleksić    | Attaquant | Serbie               | 2013      | 1                | 0      |
| Rachid Aliaoui     | Milieu    | France               | 2009-2011 | 3                | 0      |
| Thomas Ayasse      | Milieu    | France               | 2009-2012 | 100              | 11     |
| André Ayew         | Milieu    | Ghana                | 2009-2010 | 26               | 4      |

## B
| Nom               | Poste     | Nationalité sportive | Période   | Matchs Officiels | But(s) |
| ----------------- | --------- | -------------------- | --------- | ---------------- | ------ |
| Ibrahima Ba       | Milieu    | Sénégal              | 2014-     | -                | -      |
| Dianbobo Baldé    | Défenseur | Guinée               | 2011-2012 | 41               | 0      |
| Ángelos Basinás   | Milieu    | Grèce                | 2010-2011 | 5                | 0      |
| Ismaël Bennacer   | Milieu    | Algérie              | 2014-2015 | 7                | 1      |
| Brahim Ben Daoud  | Attaquant | France               | 2014-     | -                | -      |
| Chaouki Ben Saada | Milieu    | Tunisie              | 2012-2014 | 38               | 2      |
| Maxime Blanc      | Milieu    | France               | 2014-     | -                | -      |
| Garry Bocaly      | Défenseur | France               | 2014-2015 | 15               | 0      |
| Rémy Bonne        | Défenseur | France               | 2014-     | -                | -      |
| Joël Bopesu       | Attaquant | France               | 2014-     | -                | -      |
| Thomas Bosmel     | Gardien   | France               | 2014-     | -                | -      |
| Hameur Bouazza    | Milieu    | Algérie              | 2010-2011 | 9                | 1      |
| Ludovic Butelle   | Gardien   | France               | 2011-2014 | 108              | 0      |

## C
| Nom                  | Poste     | Nationalité sportive | Période   | Matchs Officiels | But(s) |
| -------------------- | --------- | -------------------- | --------- | ---------------- | ------ |
| Rémy Cabella         | Milieu    | France               | 2010-2011 | 18               | 3      |
| Raphaël Caceres      | Attaquant | France               | 2013      | 22               | 7      |
| Sébastien Cantini    | Défenseur | France               | 2012-2014 | 78               | 1      |
| Julien Cardy         | Milieu    | France               | 2012-2014 | 59               | 2      |
| Ángelos Charistéas   | Attaquant | Grèce                | 2010-2011 | 7                | 0      |
| Abdelmalek Cherrad   | Attaquant | Algérie              | 2009-2010 | 11               | 1      |
| Pascal Chimbonda     | Défenseur | France               | 2014-2015 | 6                | 0      |
| Jean-Charles Cirilli | Défenseur | France               | 2006-2010 | 75               | 1      |
| Fousseyni Cissé      | Attaquant | France               | 2015      | 14               | 3      |
| Jérémie Clément      | Défenseur | France               | 2006-2010 | 74               | 0      |
| Emmanuel Corrèze     | Milieu    | France               | 2005-2012 | 30               | 0      |
| Adrien Coulomb       | Milieu    | France               | 2013-     | -                | -      |
| Mehdi Courgnaud      | Milieu    | France               | 2011-2012 | 8                | 0      |

## D
| Nom                 | Poste     | Nationalité sportive | Période                  | Matchs Officiels | But(s) |
| ------------------- | --------- | -------------------- | ------------------------ | ---------------- | ------ |
| Maurice-Junior Dalé | Attaquant | France               | 2009-2010 puis 2011-2014 | 110              | 31     |
| Dédé                | Milieu    | Angola               | 2009-2010                | 4                | 0      |
| Matej Delač         | Gardien   | Croatie              | 2014-2015                | 14               | 0      |
| Jordi Delclos       | Milieu    | France               | 2013-2014                | 42               | 6      |
| Jordy Delem         | Milieu    | Martinique           | 2015-                    | -                | -      |
| Thomas Deruda       | Milieu    | France               | 2011-2012                | 2                | 0      |
| Rafaël Dias         | Milieu    | Portugal             | 2014                     | 13               | 2      |
| Kaba Diawara        | Attaquant | Guinée               | 2009-2011                | 51               | 8      |
| Franck Dja Djédjé   | Attaquant | Côte d'Ivoire        | 2010-2011                | 38               | 5      |
| Wilfried Domoraud   | Ailier    | France               | 2015                     | 13               | 0      |
| Haminu Draman       | Attaquant | Ghana                | 2011-2013                | 33               | 3      |
| Ladislas Douniama   | Attaquant | République du Congo  | 2012                     | 21               | 4      |

## E
| Nom              | Poste     | Nationalité sportive | Période                  | Matchs Officiels | But(s) |
| ---------------- | --------- | -------------------- | ------------------------ | ---------------- | ------ |
| Mohamed El Gabas | Attaquant | Égypte               | 2014                     | 12               | 1      |
| Romain Élie      | Défenseur | France               | 2009-2010 puis 2011-2012 | 62               | 0      |
| Elamin Erbate    | Défenseur | Maroc                | 2010-2011                | 8                | 0      |
| Marvin Esor      | Défenseur | France               | 2009-2010                | 33               | 0      |

## F
| Nom                 | Poste     | Nationalité sportive | Période   | Matchs Officiels | But(s) |
| ------------------- | --------- | -------------------- | --------- | ---------------- | ------ |
| Jean-Alain Fanchone | Défenseur | France               | 2010-2011 | 22               | 0      |
| Steven Fortes       | Défenseur | France - Cap-Vert    | 2013-2014 | 28               | 0      |

## G
| Nom             | Poste     | Nationalité sportive | Période                  | Matchs Officiels | But(s) |
| --------------- | --------- | -------------------- | ------------------------ | ---------------- | ------ |
| Jordan Galtier  | Milieu    | France               | 2011-2013                | 8                | 0      |
| Nader Ghandri   | Milieu    | France Tunisie       | 2013-2014                | 4                | 0      |
| David Gigliotti | Attaquant | France               | 2011-2012                | 5                | 0      |
| Samuel Gigot    | Défenseur | France               | 2013-2015                | 41               | 4      |
| Gaël Givet      | Défenseur | France               | 2013-2014 puis 2014-2015 | 58               | 1      |
| Gaël Germany    | Défenseur | Martinique           | 2009-2013                | 84               | 5      |
| Kamel Ghilas    | Attaquant | Algérie              | 2010-2011                | 20               | 2      |
| Samuel Gigot    | Défenseur | France               | 2013-2015                | 41               | 4      |
| Anthony Guise   | Attaquant | France               | 2009-2012                | 13               | 1      |

## H
| Nom            | Poste   | Nationalité sportive | Période                  | Matchs Officiels | But(s) |
| -------------- | ------- | -------------------- | ------------------------ | ---------------- | ------ |
| Ziri Hammar    | Milieu  | Algérie              | 2014-2015                | 14               | 4      |
| Driss Himmes   | Milieu  | France               | 2004-2008 puis 2009-2010 | 11               | 0      |
| Nicolas Hislen | Milieu  | France               | 2007-2010                | 54               | 1      |
| Yann Hubert    | Gardien | France               | 2009-2010                | 1                | 0      |

## J
| Nom       | Poste     | Nationalité sportive | Période   | Matchs Officiels | But(s) |
| --------- | --------- | -------------------- | --------- | ---------------- | ------ |
| Johnathan | Attaquant | Brésil               | 2010-2011 | 4                | 0      |

## K
| Nom             | Poste     | Nationalité sportive      | Période   | Matchs Officiels | But(s) |
| --------------- | --------- | ------------------------- | --------- | ---------------- | ------ |
| Kali            | Défenseur | Angola                    | 2009-2010 | 9                | 1      |
| Yann Kermorgant | Attaquant | France                    | 2010-2011 | 28               | 4      |
| Evans Kondogbia | Attaquant | République centrafricaine | 2014-2015 | 3                | 0      |
| Koro Koné       | Attaquant | Côte d'Ivoire             | 2015      | 15               | 5      |

## L
| Nom                | Poste     | Nationalité sportive | Période   | Matchs Officiels | But(s) |
| ------------------ | --------- | -------------------- | --------- | ---------------- | ------ |
| Christophe Landrin | Milieu    | France               | 2011-2012 | 14               | 0      |
| Fabien Laurenti    | Défenseur | France               | 2010-2012 | 40               | 0      |
| Ludovic Liron      | Défenseur | France               | 2009-2010 | 4                | 0      |
| Grégory Lorenzi    | Défenseur | France               | 2010-2011 | 12               | 0      |

## M
| Nom                | Poste     | Nationalité sportive | Période   | Matchs Officiels | But(s) |
| ------------------ | --------- | -------------------- | --------- | ---------------- | ------ |
| Mamoudou Mara      | Défenseur | Guinée               | 2012-2014 | 16               | 0      |
| Axel Maraval       | Gardien   | France               | 2014-     | -                | -      |
| Éric Marester      | Défenseur | France               | 2013      | 6                | 0      |
| Clément Martinez   | Milieu    | France               | 2008-2013 | 4                | 0      |
| Ali Mathlouthi     | Attaquant | France               | 2009-2010 | 23               | 1      |
| Jean M'Bessa       | Attaquant | Cameroun             | 2009-2010 | 2                | 0      |
| Maxence Medjelled  | Milieu    | France               | 2013-2015 | 6                | 0      |
| Álvaro Pérez Mejía | Défenseur | Espagne              | 2010-2011 | 14               | 0      |
| Jackson Mendes     | Attaquant | France               | 2013-2015 | 18               | 0      |
| Camel Meriem       | Milieu    | France               | 2010-2011 | 34               | 2      |
| Cyrille Merville   | Gardien   | France               | 2009-2011 | 59               | 0      |

## N
| Nom                | Poste     | Nationalité sportive      | Période   | Matchs Officiels | But(s) |
| ------------------ | --------- | ------------------------- | --------- | ---------------- | ------ |
| Livio Nabab        | Attaquant | Guadeloupe                | 2013-2014 | 34               | 8      |
| Chafik Najih       | Milieu    | France                    | 2010-2012 | 21               | 1      |
| Alassane N'Diaye   | Attaquant | France                    | 2014-2015 | 1                | 0      |
| Deme N'Diaye       | Milieu    | Sénégal                   | 2009-2012 | 92               | 9      |
| Ousmane N'Diaye    | Défenseur | Sénégal                   | 2011-2015 | 116              | 1      |
| Quentin N'Gakoutou | Attaquant | République centrafricaine | 2014-2015 | 15               | 6      |
| Mamadou Niang      | Attaquant | Sénégal                   | 2014-2015 | 18               | 3      |

## O
| Nom               | Poste     | Nationalité sportive | Période   | Matchs Officiels | But(s) |
| ----------------- | --------- | -------------------- | --------- | ---------------- | ------ |
| Benjamin Oliveras | Milieu    | France               | 2007-2011 | 42               | 0      |
| Billel Omrani     | Attaquant | France               | 2013-2014 | 16               | 1      |
| Oualid Orinel     | Attaquant | France               | 2012      | 1                | 0      |
| Fawzi Ouaamar     | Milieu    | Maroc                | 2014-2015 | 30               | 3      |
| Amine Oudrhiri    | Milieu    | France               | 2015      | 2                | 0      |

## P
| Nom                | Poste     | Nationalité sportive | Période                        | Matchs Officiels | But(s) |
| ------------------ | --------- | -------------------- | ------------------------------ | ---------------- | ------ |
| Francisco Pavón    | Défenseur | Espagne              | 2010-2011                      | 28               | 0      |
| Jérôme Phojo       | Défenseur | France               | 2014-2015                      | 30               | 0      |
| Luigi Pieroni      | Attaquant | Belgique             | 2011-2013                      | 25               | 3      |
| Florian Pinteaux   | Défenseur | France               | 2015                           | 15               | 0      |
| Sébastien Piocelle | Milieu    | France               | 2009-2011                      | 61               | 1      |
| Vincent Planté     | Gardien   | France               | 2010-2011                      | 18               | 0      |
| Damien Plessis     | Milieu    | France               | 2012-2014                      | 49               | 0      |
| Benjamin Psaume    | Milieu    | France               | 2008-2011, 2013 puis 2014-2015 | 102              | 15     |

## Q
| Nom           | Poste     | Nationalité sportive | Période   | Matchs Officiels | But(s) |
| ------------- | --------- | -------------------- | --------- | ---------------- | ------ |
| Erwan Quintin | Défenseur | France               | 2012-2014 | 89               | 1      |

## R
| Nom               | Poste     | Nationalité sportive | Période   | Matchs Officiels | But(s) |
| ----------------- | --------- | -------------------- | --------- | ---------------- | ------ |
| Enzo Reale        | Milieu    | France               | 2015      | 9                | 0      |
| Romain Reynaud    | Défenseur | France               | 2009-2010 | 38               | 3      |
| Romain Rocchi     | Milieu    | France               | 2010-2013 | 91               | 8      |
| Hugo Rodriguez    | Milieu    | France               | 2011-     | -                | -      |
| Nicolas Roque     | Gardien   | France               | 2011-2014 | 1                | 0      |
| Diogo Rosado      | Attaquant | Portugal             | 2014      | 5                | 0      |
| Jonathan Roufosse | Milieu    | France               | 2011-2013 | 12               | 1      |

## S
| Nom            | Poste     | Nationalité sportive | Période   | Matchs Officiels | But(s) |
| -------------- | --------- | -------------------- | --------- | ---------------- | ------ |
| Ben Sangaré    | Attaquant | France               | 2012-2014 | 35               | 2      |
| Matthieu Sans  | Défenseur | France               | 2008-2010 | 30               | 1      |
| Téji Savanier  | Attaquant | France               | 2011-2015 | 118              | 9      |
| Bakary Soro    | Défenseur | Côte d'Ivoire        | 2009-2013 | 114              | 2      |
| Khaled Souissi | Défenseur | Maroc                | 2011-2012 | 10               | 0      |
| David Suarez   | Attaquant | France               | 2012-2013 | 26               | 5      |

## T
| Nom             | Poste     | Nationalité sportive | Période   | Matchs Officiels | But(s) |
| --------------- | --------- | -------------------- | --------- | ---------------- | ------ |
| Jonathan Tinhan | Milieu    | France               | 2013-     | 14               | 0      |
| Larsen Touré    | Attaquant | Guinée               | 2014-2015 | 28               | 5      |

## V
| Nom                        | Poste     | Nationalité sportive | Période   | Matchs Officiels | But(s) |
| -------------------------- | --------- | -------------------- | --------- | ---------------- | ------ |
| Gino van Kessel            | Attaquant | Curaçao              | 2014-2015 | 18               | 3      |
| Jean-Christophe Vergerolle | Défenseur | France               | 2009-2010 | 19               | 0      |

## Y
| Nom                 | Poste     | Nationalité sportive | Période   | Matchs Officiels | But(s) |
| ------------------- | --------- | -------------------- | --------- | ---------------- | ------ |
| Naby-Moussa Yattara | Gardien   | Guinée               | 2009-2015 | 29               | 0      |
| Mohamed Yattara     | Attaquant | Guinée               | 2012      | 19               | 5      |

## Z
| Nom             | Poste     | Nationalité sportive | Période   | Matchs Officiels | But(s) |
| --------------- | --------- | -------------------- | --------- | ---------------- | ------ |
| Chaher Zarour   | Défenseur | France               | 2012-2013 | 18               | 0      |
| Jonathan Zebina | Défenseur | France               | 2014      | 8                | 0      |